# Нор
Нор (њем. Noer) општина је у њемачкој савезној држави Шлезвиг-Холштајн. Једно је од 165 општинских средишта округа Рендсбург. Према процјени из 2010. у општини је живјело 847 становника. Посједује регионалну шифру (AGS) 1058116.

## Географски и демографски подаци
Нор се налази у савезној држави Шлезвиг-Холштајн у округу Рендсбург. Општина се налази на надморској висини од 29 метара. Површина општине износи 13,9 km². У самом мјесту је, према процјени из 2010. године, живјело 847 становника. Просјечна густина становништва износи 61 становника/km².